# 今井功 (裁判官)
今井 功（いまい いさお、1939年12月26日 - ）は、日本の弁護士（TMI総合法律事務所顧問）。元裁判官。東北大学法科大学院客員教授。最高裁判所判事を務めた。退官後は第一東京弁護士会に弁護士登録し、弁護士となる。兵庫県神戸市垂水区出身。

## 異動履歴
1958年（昭和33年）兵庫県立星陵高等学校、1962年（昭和37年）3月に京都大学法学部卒業。同年4月に第16期司法修習生、1964年（昭和39年）4月10日に東京地方裁判所・東京家庭裁判所判事補任官。判事補任官以降の経歴は以下の通り。
- 1964年（昭和39年）4月10日 - 1967年（昭和42年）4月9日：東京地方裁判所・東京家庭裁判所判事補[3]
- 1967年（昭和42年）4月10日 - 1967年（昭和42年）5月31日：東京地方裁判所・東京家庭裁判所判事補、東京簡易裁判所判事[3]
- 1967年（昭和42年）6月1日 - 1970年（昭和45年）4月19日：最高裁判所事務総局総務局付・東京地方裁判所・東京家庭裁判所判事補、東京簡易裁判所判事[3]
- 1970年（昭和45年）4月20日 - 1973年（昭和48年）4月1日：函館簡易裁判所判事、函館家庭裁判所・函館地方裁判所判事補[3]
- 1973年（昭和48年）4月2日 - 1974年（昭和49年）4月9日：最高裁判所調査官、東京簡易裁判所判事・東京地方裁判所判事補[3]
- 1974年（昭和49年）4月10日 - 1976年（昭和51年）5月31日：最高裁判所調査官、東京地方裁判所判事[3]
- 1976年（昭和51年）6月1日 - 1980年（昭和55年）4月7日：最高裁判所事務総局民事局第二課長[3]
- 1980年（昭和55年）4月8日 - 1982年（昭和57年）8月19日：最高裁判所事務総局民事局第一課長兼第三課長兼最高裁判所事務総局広報課付[3]
- 1982年（昭和57年）8月20日 - 1984年（昭和59年）3月31日：東京地方裁判所判事[3]
- 1984年（昭和59年）4月1日 - 1987年（昭和62年）3月1日：東京地方裁判所部総括判事[3]
- 1987年（昭和62年）3月2日 - 1990年（平成2年）3月14日：東京高等裁判所事務局長[3]
- 1990年（平成2年）3月15日 - 1994年（平成6年）12月20日：最高裁判所事務総局民事局長兼行政局長[3]。この頃、民事訴訟法の全面改正に携わった[4]。
- 1994年（平成6年）12月21日 - 1996年（平成8年）7月18日：前橋地方裁判所所長[3]
- 1996年（平成8年）7月19日 - 1998年（平成10年）3月10日：東京高等裁判所部総括判事（第2民事部）[3]
- 1998年（平成10年）3月11日 - 2002年（平成14年）2月20日：最高裁判所首席調査官[3]
- 2002年（平成14年）2月21日 - 2002年（平成14年）11月5日：仙台高等裁判所長官[3]
- 2002年（平成14年）11月6日 - 2004年（平成16年）12月26日：東京高等裁判所長官[3]
- 2004年（平成16年）12月27日：最高裁判所判事[3]
- 2005年（平成17年）9月11日：最高裁判所裁判官国民審査において、罷免を可とする票492万9447票、罷免を可とする率7.64 %で信任[6]。
- 2009年（平成21年）12月25日：定年退官[3]
- 2010年（平成22年）4月：第一東京弁護士会登録、TMI総合法律事務所顧問、東北大学法科大学院客員教授[7]
- 2011年（平成23年）6月18日：旭日大綬章を受章[8][9]。
  - 6月：株式会社みずほコーポレート銀行監査役、株式会社みずほフィナンシャルグループ監査役[10][11][12]
- 2012年（平成24年）6月：株式会社みずほ銀行監査役
- 2013年（平成25年）7月：株式会社みずほ銀行監査役[13]

## 担当審理

### 大法廷判決に対する対応
- 2005年9月11日において行われた衆議院総選挙の小選挙区の区割規定が憲法14条1項等に反していたか。意見（合憲）
- 衆議院議員小選挙区選出議員選挙について候補者届出政党と無所属候補者に対する選挙運動の差異を設けることは憲法14条1項等に反するか。多数意見（合憲）
- 国籍法3条1項は憲法14条1項に違反するか。多数意見（違憲）補足意見有[4][2]

### 小法廷判決に対する対応
- 2006年6月9日：ドラム缶女性焼殺事件で一・二審で死刑判決を受けた被告人N・Kの上告を棄却する判決を言い渡したため、被告人N・Kに対する死刑判決が確定した[14]。
- 2006年8月30日：桶川ストーカー殺人事件で女子大生の遺族が埼玉県（埼玉県警）に対して提訴した国家賠償請求訴訟で、遺族と埼玉県警の上告を棄却する決定を出した[15][16]。
- 2006年12月22日：百人斬り訴訟で野田毅・向井敏明の遺族が遺族及び死者に対する名誉毀損にあたるとして毎日新聞、朝日新聞、柏書房、本多勝一らを提訴した訴訟で、原告の請求を棄却する決定を出した[17]。
- 2008年3月14日：横浜事件の再上告審で「有罪判決の確定後に大赦を受けるなどした場合は免訴とすべきだ」として他界した元被告人らの遺族の上告を棄却する決定を出したため、元被告人ら5人を免訴とした判決が確定した[18]。
- 2008年3月24日：袴田事件で弁護側の特別抗告を棄却する決定を出したため、第一次再審請求の棄却が確定した[19][20]。
- 2008年4月11日：立川反戦ビラ配布事件で被告人3人の上告を棄却する決定を出したため、3人に対して罰金20万円から10万円を命じた二審・東京高等裁判所の判決が確定した[21]。
- 2008年7月11日：下関通り魔殺人事件で一・二審で死刑判決を受けた被告人Uの上告を棄却する判決を言い渡したため、被告人Uに対する死刑判決が確定した[22][23]。
- 2008年8月20日：高知白バイ衝突死事故で一・二審で禁錮1年4月の判決を受けた被告人の上告を棄却する決定を出したため、禁錮1年4月の判決が確定した。